# Laboratorium Dextera: Wyprawa w przyszłość
Wyprawa w przyszłość (ang. Ego Trip) – amerykański film animowany wyprodukowany na podstawie serialu Laboratorium Dextera. W Polsce był dawniej emitowany w Cartoon Network (premiera: 1 czerwca 2000 roku).

## Fabuła
Historia filmu zaczyna się, kiedy Dexter wkracza w daleką przyszłość, aby odzyskać swój Neuroatomowy Rdzeń Protonowy. Rdzeń może zostać użyty przez rywala Dextera – Mandarka, aby uzyskać władzę nad całą planetą. Dexter potrafi wykorzystać swoje trzy wcielenia: Dextera pracusia, Dextera staruszka oraz Dextera muskularnego bohatera.

## Wersja polska
Opracowanie i udźwiękowienie wersji polskiej: Studio Sonica

Reżyseria: Jerzy Dominik

Dialogi: Dariusz Dunowski

Dźwięk i montaż: Jerzy Januszewski

Organizacja produkcji: Elżbieta Kręciejewska

Wystąpili:
- Joanna Wizmur –
  - Dexter,
  - Dexter pracuś,
  - Dexter staruszek
- Beata Wyrąbkiewicz – Dee Dee
- Cezary Kwieciński – Mandarkowie
- Dariusz Odija – Dexter muskularny bohater
- Kinga Tabor – Mama
- Jan Pęczek – Tata
- Mieczysław Morański
- Anna Apostolakis
- Wojciech Paszkowski
- Tomasz Marzecki
- Jerzy Dominik

i inni